# Música moderna. Una historia de la nueva ola en España
Música moderna. Una historia de la nueva ola en España es un libro sobre música escrito por Fernando Márquez, El Zurdo y publicado por primera vez en junio de 1981 por la editorial Banda de Moebius. En él se habla de la creación de grupos  de la Movida Madrileña, así como del contexto en el que se desarrolló esta nueva ola desde el punto de vista de uno de sus protagonistas, lo que hace de este libro una instantánea del panorama musical de la España de principios de los 80.

La reedición, en diciembre de 2013, por la editorial La Fonoteca incluye un nuevo prólogo a cargo del periodista musical José Manuel Costa y un libreto interior de fotografías de  Miguel Trillo y Javier Senovilla, que ceden varias de sus instantáneas, algunas inéditas, para reflejar en imágenes la efervescencia que describe Fernando Márquez en las páginas del libro.

## Contenido
El libro se divide en varias secciones. En su reedición constan dos prólogos, uno de José Manuel Costa y otro del propio autor. En las páginas siguientes, se describen las trayectorias de los grupos Kaka de Luxe, Paraíso, Alaska y los Pegamoides, Radio Futura y Zombies, centrándose en bandas surgidas en Madrid y que orbitan alrededor del punk y el New Wave. La segunda parte se divide en varios capítulos, el primero de los cuales agrupan los que según el autor son "grupos sanos": Nacha Pop, Los Secretos, Mamá, Chokes, Los Elegantes, Ejecutivos Agresivos, Mermelada y Gánsteres del ritmo.
El siguiente capítulo está dedicado a las bandas femeninas bajo el título: Cuando las mujeres mandan, ¿mandan realmente? En él se relata la trayectoria de Bólidos, Rubi y los Casinos, Ella y los Neumáticos y Las Chinas. En el tercer apartado habla de grupos alejados de la Nueva Ola como Topo, Leño, Coz, Electroshock, Charol y Burning siguiendo con las bandas mainstream del momento, que el autor califica como "Montajes discográficos: menuda trastada" y que incluye Tequila, Sissi, Greta y Trastos.
A continuación describe la creación musical fuera de Madrid empezando por las bandas de Barcelona Peligro, La Banda Trapera del Río, Mortimer, Basura, Ramoncín, Último Resorte, Música Dispersa, pasando por el País Vasco (La Banda Sin Futuro, Puskarra, Negativo, Mogollón Band). Después de hacer un repaso a discográficas, periodismo especializado y demás medios de comunicación, se comentan los grupos más cerca del tecno pop: Aviador Dro, Esplendor Geométrico, El Humano Mecano, Terapia Humana y Oviformia SCI.
Según el propio autor: "Este libro no es un encargo de los editores; a mí jamás se me habría ocurrido dedicarme por amor al arte a un placer tan masoquista como informar y opinar sobre lo más florido y granado de la nueva ola local, ganándome automáticamente sus iras y desconfianzas, con el riesgo de que me retiren el saludo o me peguen un tiro en el metro de Aluche en el más puro estilo Valerie Solanas.
He procurado, de todas formas, dar la menor cantidad posible de palos y reprimir las aversiones personales, reservando la artillería para mi propio grupo, Paraíso, así como para entes como Topo o Charol que engañan al profano manipulando algo que les es tan ajeno como la nueva ola."